# Essential (album Kate Ryan)
Essential – album kompilacyjny belgijskiej wokalistki dance Kate Ryan wydany w 2008 roku. Płyta została wyprodukowana przez wytwórnie płytowe EMI oraz Capitol Records.

## Lista utworów
1. Désenchantée (3:39)
2. Je t'adore (3:05)
3. Alive [francuska wersja] (3:31)
4. All For You (3:10)
5. Libertine (3:14)
6. Only If I (3:51)
7. The Promise You Made (3:27)
8. Mon coeur résiste encore (3:47)
9. UR (My Love) (3:46)
10. Je lance un appel (4:01)
11. The Rain (3:21)
12. Goodbye (3:15)
13. Alive (3:31)
14. Scream for More (4:01)
15. Voyage Voyage (3:06)
16. Ella, elle l' a (3:05)